# Axel Kühn
Axel Kühn (Erfurt, RDA, 22 de junio de 1967) es un deportista alemán que compitió para la RDA en bobsleigh en la modalidad cuádruple. 
Participó en los Juegos Olímpicos de Albertville 1992, obteniendo una medalla de plata en la prueba cuádruple (junto con Wolfgang Hoppe, Bogdan Musiol y René Hannemann).
Ganó una medalla de oro en el Campeonato Mundial de Bobsleigh de 1991 y una medalla de plata en el Campeonato Europeo de Bobsleigh de 1988.

## Palmarés internacional
| Representando a la RDA   |                       |                  |           |
| Campeonato Europeo       |                       |                  |           |
| Año                      | Lugar                 | Medalla          | Prueba    |
| 1988                     | Sarajevo (Yugoslavia) | Medalla de plata | Cuádruple |
| Representando a Alemania |                       |                  |           |
| Juegos Olímpicos         |                       |                  |           |
| Año                      | Lugar                 | Medalla          | Prueba    |
| 1992                     | Albertville (Francia) | Medalla de plata | Cuádruple |
| Campeonato Mundial       |                       |                  |           |
| Año                      | Lugar                 | Medalla          | Prueba    |
| 1991                     | Altenberg (Alemania)  | Medalla de oro   | Cuádruple |